# پیاتزاتوره
پیاتزاتوره (به ایتالیایی: Piazzatorre) یک کومونه در ایتالیا است که در استان برگامو واقع شده‌است. پیاتزاتوره ۲۳٫۶ کیلومتر مربع مساحت و ۴۷۵ نفر جمعیت دارد و ۸۶۸ متر بالاتر از سطح دریا واقع شده‌است.